# Taitavalk
De Taitavalk (Falco fasciinucha) is een kleine valkensoort die leeft in Afrika. Hij dankt zijn naam aan de Taita-heuvels in Kenia, waar de soort ontdekt werd.

## Kenmerken
De Taitavalk is een kleine valk, 28 tot 30 cm, kleiner dan een boomvalk, maar veel meer gedrongen, enigszins robuust. Hij heeft een korte staart en een krachtige vlucht. Het verenkleed is donker aan de achterkant en aan de voorzijde rossig met donkere strepen. Op de nek is een opvallende rossige vlek te zien, terwijl de keel witachtig is. De soort vertoont qua verenkleed enige overeenkomst met de veel slankere Afrikaanse boomvalk, maar heeft een ander postuur.

## Verspreiding en leefgebied
De Taitavalk leeft in de bergen van oostelijk Afrika, van Ethiopië tot het noorden van Zuid-Afrika. Ondanks zijn enorme verspreidingsgebied is de totale populatie van de soort erg klein. De soort is sterk gebonden aan de nabijheid van de steile rotshellingen van ravijnen en inselbergen.

### Leefwijze
Hij jaagt tijdens de schemering op kleine vogels en vleermuizen, die in de lucht worden gegrepen, meestal na een snelle duikvlucht. Ook insecten worden op die manier gevangen en in de lucht opgegeten. Grotere prooien worden meegenomen naar een uitkijkpost.

### Voortplanting
De soort nestelt op richels of in erosiegaten in een klif, waar hij vaak concurrentie ondervindt van grotere valken zoals de slechtvalk. Het legsel bestaat gemiddeld uit drie tot vier eieren, die door beide ouders worden uitgebroed, waarbij het vrouwtje het meeste werk voor haar rekening neemt.

## Status
De grootte van de populatie werd in 2014 door BirdLife International geschat op 750 tot 1500 individuen op grond van onderzoek uit 2008. De populatie-aantallen nemen af door habitatverlies. Het leefgebied werd in de jaren 1990 aangetast door gebruik van gif tegen wevervogels. In het kloofdal van de Zambezi speelt verstoring door helikoptervluchten met toeristen een negatieve rol en verder is er concurrentie om nestplaatsen met de slechtvalk en ook predatie door grotere roofvogels van jonge vogels. Om deze redenen staat deze soort sinds 2014 als kwetsbaar op de Rode Lijst van de IUCN.